# 배틀그라운드 (비디오 게임)
《배틀그라운드》(영어: PUBG: BATTLEGROUNDS 펍지: 배틀그라운드[*])는 크래프톤이 퍼블리싱하고 크래프톤의 펍지 스튜디오에서 개발한 2017년 배틀 로열 비디오 게임이다. 일본 영화 배틀 로얄 (2000)에서 영감을 받은 이 게임은 브렌던 "플레이어언노운" 그린이 다른 게임들을 위해 만들었던 이전의 모드를 기반으로 하며, 그린의 크리에이티브 디렉팅 하에 독립형 게임으로 확장되었다. 3인칭 또는 1인칭 시점에서 플레이하며, 최대 100명의 플레이어가 섬에 낙하하여 무기와 장비를 수색하여 다른 플레이어를 죽이고 자신이 죽지 않도록 하는 임무를 수행한다. 게임 맵의 가용 안전 구역은 시간이 지남에 따라 크기가 줄어들어 생존 플레이어들을 점점 더 좁은 공간으로 몰아넣어 조우를 강제한다.
플레이어언노운스 배틀그라운드는 2017년 3월 스팀의 앞서 해보기 베타 프로그램을 통해 마이크로소프트 윈도우용으로 처음 출시되었고, 2017년 12월 정식 출시되었다. 같은 달, 마이크로소프트 스튜디오는 엑스박스 게임 프리뷰 프로그램을 통해 엑스박스 원용으로 출시했으며, 2018년 9월 정식 출시되었다. 이후 이 게임은 플레이스테이션 4, 엑스박스 시리즈 X/S 및 플레이스테이션 5 콘솔, 스테이디어 스트리밍 플랫폼으로 포팅되었으며, 안드로이드와 iOS용 모바일 버전인 배틀그라운드 모바일도 출시했다. 이 게임은 게임스 애즈 어 서비스 모델로 지속적으로 개발되고 있으며, 2022년 1월부터 모든 플랫폼에서 부분 유료화되었다.
이 게임은 기술적인 결함이 있음에도 불구하고 어떤 숙련도 수준의 플레이어도 쉽게 접근할 수 있고 반복 플레이 가능성이 높은 새로운 유형의 게임 플레이를 제공한다는 점에서 비평가들로부터 긍정적인 평가를 받았다. 이 게임은 배틀 로열 장르를 대중화하는 데 기여했으며, 성공 이후 수많은 비공식 중국 클론도 제작되었다. 이 게임은 여러 올해의 게임 후보에 올랐으며, 다른 많은 수상과 더불어 기네스 세계 기록 7개를 세웠다. 펍지 코퍼레이션은 여러 소규모 토너먼트를 개최하고 관중들에게 게임을 방송하는 데 도움이 되는 인게임 도구를 도입했는데, 이는 이 게임이 인기 있는 E스포츠가 되기를 원하기 때문이다. 이 게임은 개인용 컴퓨터와 게임 콘솔에서 7,500만 장 이상 판매되었으며, PC와 엑스박스 원에서 가장 많이 팔린 게임이며, 역대 가장 많이 팔린 비디오 게임 중 5번째이다. 2022년 3분기까지 이 게임은 더욱 성공적인 모바일 버전을 포함하여 전 세계적으로 130억 달러의 수익을 올렸으며, 역대 최고 수익을 올린 비디오 게임 중 하나로 간주된다.

## 게임플레이
배틀그라운드는 최대 100명의 플레이어가 배틀 로열이라는 대규모 최후의 1인 데스매치에서 싸워 마지막까지 살아남는 플레이어 대 플레이어 슈팅 게임이다. 플레이어는 솔로, 듀오 또는 최대 4명의 소규모 팀으로 경기에 참가할 수 있다. 마지막까지 살아남은 사람 또는 팀이 경기에서 승리한다.
각 매치는 플레이어가 비행기에서 낙하산을 타고 서로 다른 크기와 지형을 가진 8개의 맵 중 하나로 뛰어내리는 것으로 시작한다. 맵을 가로지르는 비행기의 비행 경로는 각 라운드마다 다르므로 플레이어는 언제 낙하산을 펼쳐 지상에 착륙하는 것이 가장 좋은지 빠르게 판단해야 한다. 플레이어는 게임 플레이에 영향을 미치지 않는 커스터마이징된 의상 선택 외에는 장비 없이 시작한다. 착륙한 후 플레이어는 건물, 유령 마을 및 기타 장소를 수색하여 무기, 차량, 방어구 및 기타 장비를 찾을 수 있다. 이러한 아이템은 매치 시작 시 맵 전체에 절차적으로 분배되며, 특정 고위험 지역에는 일반적으로 더 나은 장비가 있다. 사망한 플레이어는 장비를 획득하기 위해 약탈할 수도 있다. 플레이어는 1인칭 시점 또는 3인칭 시점 중 하나를 선택하여 플레이할 수 있으며, 각 시점은 전투 및 상황 인식에 장단점이 있다. 단, 서버별 설정을 사용하여 모든 플레이어를 한 시점으로 강제하여 일부 이점을 없앨 수 있다.
몇 분마다 맵의 플레이 가능 영역이 무작위 위치로 줄어들기 시작하며, 안전 구역 밖에 있는 플레이어는 점진적으로 피해를 입고, 제시간에 안전 구역에 진입하지 못하면 결국 제거된다. 게임에서 플레이어는 경계를 시간이 지남에 따라 수축하는 반짝이는 파란색 벽으로 본다. 이로 인해 맵이 더 제한되어 조우 가능성이 높아진다. 경기 진행 중 맵의 무작위 지역이 빨간색으로 강조 표시되고 폭격되어 해당 지역에 남아있는 플레이어에게 위협이 된다. 두 경우 모두 플레이어는 이러한 이벤트가 발생하기 몇 분 전에 경고를 받아 안전한 곳으로 이동할 시간을 갖는다. 비행기는 무작위로 또는 플레이어가 플레어 건을 사용하는 곳마다 플레이 가능한 맵의 여러 부분을 가끔 비행하며, 일반 게임 플레이 중에는 일반적으로 얻을 수 없는 아이템이 들어있는 보급품 상자를 떨어뜨린다. 이 상자들은 눈에 띄는 빨간색 연기를 내뿜어 관심 있는 플레이어들을 근처로 끌어들여 추가적인 대결을 유발한다. 평균적으로 완전한 한 라운드는 30분 이내로 걸린다.
각 라운드가 완료되면 플레이어는 자신의 성능에 따라 게임 내 통화를 획득한다. 이 통화는 캐릭터 또는 무기 커스터마이징을 위한 코스메틱 아이템이 들어있는 상자를 구매하는 데 사용된다. 2018년 3월에 순환 "이벤트 모드"가 게임에 추가되었다. 이 이벤트는 더 큰 팀이나 스쿼드를 구성하거나 게임 맵 전체에 무기와 방어구의 분포를 변경하는 등 일반적인 게임 규칙을 변경한다.

## 개발

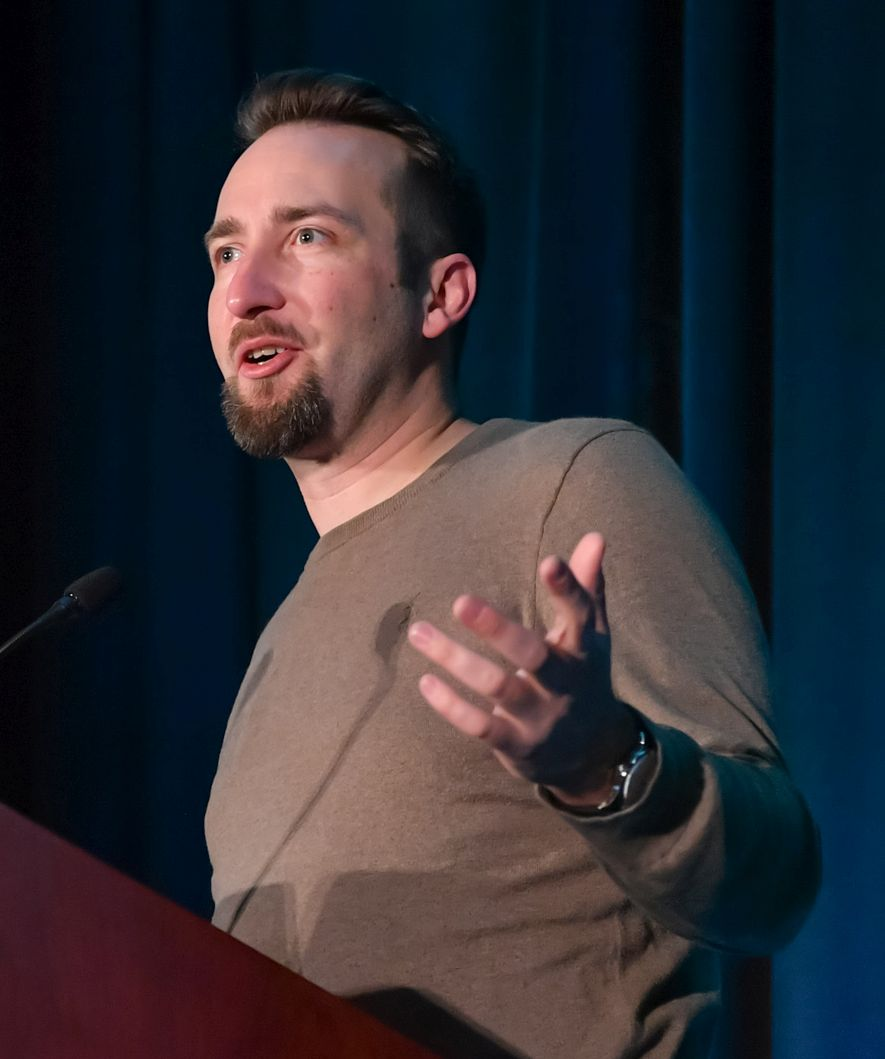
게임 개발자 브렌던 "플레이어언노운" 그린 (2018년)

게임의 개념과 디자인은 브렌던 그린이 주도했는데, 그는 온라인 핸들인 플레이어언노운으로 더 잘 알려져 있으며, 이전에 인기 모드인 데이즈의 파생물이자 2000년 일본 영화 배틀 로얄에서 영감을 받은 ARMA 2 모드 데이즈: 배틀 로열을 만들었다. 그가 데이즈: 배틀 로열을 만들었던 2013년경, 아일랜드 태생의 그린은 사진작가, 그래픽 디자이너, 웹 디자이너로 몇 년 동안 브라질에서 살았고, 델타 포스: 블랙 호크 다운과 아메리카스 아미와 같은 비디오 게임을 플레이했다. 데이즈 모드는 현실적인 군사 시뮬레이션과 개방형 게임 플레이 모두에서 그의 관심을 사로잡았고, 그는 커스텀 서버를 가지고 놀기 시작하면서 프로그래밍을 배웠다. 그린은 대부분의 멀티플레이어 1인칭 슈팅 게임이 너무 반복적이고 맵이 작고 외우기 쉽다고 생각했다. 그는 플레이어들이 무엇을 기대해야 할지 모르게 하는 더 많은 무작위적인 요소를 가진 게임을 만들고 싶었고, 이는 매우 큰 맵을 만들고 맵 전체에 무작위 아이템 배치를 사용하여 높은 반복 플레이 가능성을 만들어냈다. 그린은 또한 데이즈의 온라인 대회인 서바이벌 게임즈에서 영감을 받았는데, 이 대회에서는 여러 트위치 및 유튜브 스트리머들이 몇 명만 남을 때까지 싸웠다. 자신은 스트리머가 아니었기 때문에 그린은 누구나 플레이할 수 있는 비슷한 게임 모드를 만들고 싶었다. 이 모드에 대한 그의 초기 노력은 헝거 게임 소설에서 더 많은 영감을 받았는데, 플레이어들이 중앙 위치에 있는 무기 저장고를 차지하려고 노력했지만, 그는 무기를 주변에 퍼뜨려 플레이어에게 생존 가능성을 높이고 소설과의 저작권 문제를 피하기 위해 이 아이디어를 부분적으로 포기했다. 배틀 로열 영화에서 영감을 얻어 그린은 정사각형 안전 구역을 사용하고 싶었지만, 코딩 경험 부족으로 대신 원형 안전 구역을 사용하게 되었고, 이는 배틀그라운드에도 유지되었다.
데이즈가 독립형 타이틀이 되자 그의 ARMA 2 배틀 로열 모드에 대한 관심이 시들해졌고, 그린은 모드 개발을 ARMA 3로 전환했다. 소니 온라인 엔터테인먼트 (현 데이브레이크 게임 컴퍼니)는 그린의 작업에 관심을 갖게 되었고, 그를 컨설턴트로 영입하여 H1Z1을 개발하고 그에게서 배틀 로열 아이디어를 라이선스했다. 2016년 2월, 소니 온라인은 H1Z1을 두 개의 별도 게임인 서바이벌 모드 H1Z1: Just Survive와 배틀 로열과 유사한 H1Z1: King of the Kill로 분할했는데, 이는 그린의 컨설팅 기간이 끝날 무렵이었다.
별도로, 서울에 기반을 둔 스튜디오 진노 게임즈는 김창한이 이끌었고, 개인용 컴퓨터용 MMO를 개발했는데, 2015년 1월 한국의 주요 MMO 및 모바일 게임 퍼블리셔인 블루홀에 인수되어 블루홀 진노 게임즈로 이름이 바뀌었다. 김창한은 한국에서 성공적인 게임을 제작하는 것은 일반적으로 전 세계적으로 출시될 것이라는 점을 인식했으며, 그의 팀을 사용하여 블루홀이 퍼블리싱하는 다른 모바일 게임과 동일한 모델을 따르는 개인용 컴퓨터용 성공적인 타이틀을 만들고 싶었다. 그는 데이즈를 플레이한 후 배틀 로열 게임을 만드는 것에 이미 흥분해 있었는데, 부분적으로는 그 형식이 한국에서 인기를 얻지 못했기 때문이었다. 그는 또한 앞서 해보기 모델을 통해 게임을 가능한 한 빨리 출시하고, 제품을 "게임스 애즈 어 서비스" 모델로 취급하여 오랫동안 지원할 수 있기를 원했다. 무엇이 이루어졌는지 조사하던 중 그는 그린의 모드를 발견하고 그에게 연락했다. 2017년 7월, 블루홀은 소셜 미디어 플랫폼인 페이스북과 파트너십을 맺고 페이스북의 게임 채널에 독점 스트리밍 콘텐츠를 제공하여 사용자들을 위한 더 많은 게임 콘텐츠를 제공하기 위한 노력의 일환으로 삼았다.
그린이 소니 온라인을 떠난 무렵, 김창한은 그에게 새로운 배틀 로열 컨셉에 참여할 기회를 제안했다. 일주일 만에 그린은 옵션을 논의하기 위해 한국에 있는 블루홀 본사로 날아갔고, 몇 주 후 블루홀의 크리에이티브 디렉터가 되었다. 그는 개발을 감독하기 위해 한국으로 이주했다. 그린에 따르면, 한국 게임 스튜디오가 외국인을 크리에이티브 디렉터 역할로 영입한 것은 이번이 처음이며, 위험 부담이 있었지만 블루홀 경영진과의 관계가 강력하여 그린의 팀이 최소한의 감독으로 자율적으로 작업할 수 있었다고 한다. 이 게임의 메인 테마 음악은 톰 살타가 작곡했는데, 그와 팀은 플레이어에게 "거대한 고조"를 주고 경기 시작까지 "확고한 결단력"을 유지시켜줄 "오케스트라 전자 하이브리드 테마"를 찾고 있었기 때문에 그린이 직접 선택했다. 6주년 기념 음악은 Antti Martikainen이 작곡했다.
개발은 2016년 초에 시작되었고, 같은 해 6월에 1년 안에 게임을 완성할 계획과 함께 공개적으로 발표되었다. 김창한은 이 게임의 총괄 프로듀서를 맡았다. 블루홀은 그린의 작업을 지원하기 위해 약 35명의 개발자로 시작했지만, 2017년 6월에는 70명으로 늘어났다. 그린은 이 개발자들 중 다수가 프로젝트에 대한 헌신 때문에 자발적으로 더 긴 근무 시간을 게임에 투자했으며, 이는 자신이나 블루홀 경영진의 명령이 아니라고 밝혔다. 블루홀 외에도 그린은 ARMA와 데이즈의 개발사인 보헤미아 인터렉티브에게 프라하 스튜디오를 통해 모션 캡처 애니메이션을 지원해준 공로를 돌렸다.
게임에 대한 관심이 급증함에 따라 블루홀은 2017년 9월 배틀그라운드 개발팀 전체를 블루홀 진노 게임즈로 분사시켰고, 김창한을 최고경영자로 하여 펍지 코퍼레이션으로 이름을 바꾸었다. 펍지 코퍼레이션은 게임 개발과 마케팅 및 성장을 계속했으며, 미국에 사무실을 개설하고 유럽과 일본에도 미래 사무실을 계획했다. 2018년 8월, 펍지 코퍼레이션은 "Fix PUBG" 캠페인을 시작했는데, 당시 게임에 여전히 남아있는 여러 버그 및 기타 성능 문제를 인정했다. 이 캠페인은 11월에 끝났으며, 펍지 코퍼레이션은 목록에 있는 모든 것이 그때까지 구현되었다고 밝히며 성공적이었다고 평가했다.
2019년 3월, 그린은 게임의 수석 디자이너 자리에서 물러나지만, 크리에이티브 컨설턴트 역할을 계속할 것이라고 발표했다. 게임의 아트 디렉터인 장태석이 그를 대신할 것이며, 그린은 암스테르담에 있는 펍지 스튜디오인 PUBG Special Projects로 이전할 것이다. 그린은 메인 펍지 팀이 그가 설정한 방향으로 게임을 계속 개발하여 다른 배틀 로열 게임들 사이에서 게임을 독특하게 유지할 수 있다고 믿었으며, 배틀 로열과 관련이 없지만 여전히 멀티플레이어 기반의 것을 시도하고 싶다고 밝혔다. 이러한 이동은 또한 아일랜드에 있는 그의 가족과 더 가까워지게 했다.
배틀그라운드의 성공으로 블루홀은 2018년 크래프톤을 비디오 게임 자산 및 스튜디오를 위한 지주회사로 설립하고 배틀그라운드 및 관련 게임의 퍼블리싱 업무를 인수했다. 2020년 12월까지 크래프톤은 펍지 코퍼레이션을 내부 스튜디오 시스템에 통합하고 팀 이름을 펍지 스튜디오로 변경했다.

### 디자인
배틀그라운드는 그린이 이전에 설계했던 요소들을 통합한 배틀 로열 개념의 "최종 버전"이라고 그린이 믿는 독립형 버전이다. 언리얼 엔진 4를 사용하면 자체 게임 엔진으로 제작된 ARMA 및 H1Z1에 비해 더 빠른 개발이 가능했다. 그린은 언리얼 엔진이 그러한 맵을 염두에 두고 설계되지 않았기 때문에 배틀그라운드에서 맵의 크기를 구현하는 것이 언리얼 엔진 작업의 과제 중 하나였다고 인정했다. 이 게임은 ARMA 3의 현실적인 시뮬레이션과 H1Z1의 아케이드와 같은 액션 중심 및 플레이어 접근성의 혼합으로 설계되었다. 인게임 치팅을 방지하기 위해 이 게임은 배틀아이 안티 치팅 소프트웨어를 사용하는데, 이 소프트웨어는 2018년 10월까지 1,300만 명 이상의 플레이어를 영구적으로 차단했다. 배틀아이는 게임의 모든 치팅 소프트웨어의 99%가 중국에서 개발되었다고 밝혔다.
그린의 장르 경험을 바탕으로, 많은 지형 특징을 가진 섬이 첫 번째 맵인 "에란겔"로 선택되었다. 맵 디자인의 목표는 플레이어에게 전략적이고 독특한 게임 플레이를 위한 많은 가능한 옵션을 제공하는 것이었다. 일부 건물과 구조물은 1950년대 소련의 브루탈리즘 양식을 묘사하도록 설계되었다. 개발팀은 근접 조우와 개방된 지형 지역이 어떻게 진행되는지 살펴보며 건축 특징과 무작위 아이템 배치 시스템을 플레이 테스트했다. 목표는 맵 전체에 무기와 장비를 적절하게 분배하고 배치하여 플레이어가 라운드 시작 후 몇 분 안에 무기를 찾지 못하더라도 과도하게 불이익을 주지 않고 게임을 진행하는 방법에 대한 전략적인 결정을 내리도록 장려하는 것이었다. 앞서 해보기 기간 동안 눈 덮인 유고슬라비아 영토를 포함하는 아드리아해의 가상의 섬에 설정된 추가 맵이 계획되었다. 그린은 에란겔 맵이 게임 플레이 목표를 충족했지만 단절된 느낌이 들었으며, 미래 맵에 더 통일된 아이디어를 만들려고 노력했다고 밝혔다.
각 매치 시작 시 비행기에서 자유 낙하는 이 장르의 새로운 기능으로, 플레이어 무리와 함께 있거나 더 나은 전리품을 찾을 기회를 위해 자신만의 경로를 찾는 것 사이의 전략을 장려했다. 추가된 낙하산 강하로 그린은 배틀그라운드가 세 가지 독특한 하위 게임을 가지고 있다고 생각했다. 낙하산 강하 동안에는 언제 뛰어내리고 다른 플레이어와의 관계에서 어디에 착륙할지 빠르게 파악해야 하는 에어드롭 게임, 가능한 최고의 장비를 어디서 어떻게 수집할지 아는 전리품 게임, 그리고 다른 플레이어와의 전투 게임이다. 매치 승자에게는 "이겼닭! 오늘 저녁은 치킨이닭!"이라는 문구가 나타나는데, 이는 그린이 이전 배틀 로열 게임에서 사용했던 관용구이며 배틀그라운드에도 유지되었다. 이 관용구 자체는 대공황 시대까지 거슬러 올라가는 기원을 가지고 있다.
그린은 또한 플레이어가 실제 돈으로 루트 박스를 구매하여 무작위로 선택된 코스메틱 아이템("스킨"이라고도 함)을 얻고 다른 플레이어와 거래할 수 있는 소액결제를 도입했다. 그린은 스킨 도박 문제점을 인식하고 있지만, 밸브가 도박에 대한 우려 없이 추가 수익을 제공할 "스킨 경제"를 지원하기 위한 안전 장치를 마련했다고 믿는다. 그러나 2017년 11월까지 배틀그라운드 코스메틱을 가상화폐로 사용하는 암시장 스킨 도박 사이트가 나타나기 시작했다. 2017년 11월 다른 게임에서 "pay-to-win" 아이템을 제공하기 위한 루트 박스 사용에 대한 논란이 있은 후, 펍지 코퍼레이션은 게임 내 상자 구매를 통해 보상되는 새로운 코스메틱 아이템을 계속 추가하겠지만, 게임 플레이에 영향을 미치거나 변경하는 것은 절대 추가하지 않을 것이라고 밝혔다. 2018년 5월, 펍지 코퍼레이션은 플레이어들이 비공식 서드파티 플랫폼을 통해 현금 가치로 스킨을 판매하는 방식으로 시스템을 남용하고 있다는 사실을 발견하여 스팀 장터에서 스킨을 거래하는 기능을 비활성화했다. 앞서 해보기 기간 동안 블루홀은 2017년 8월 게임스컴에서 열린 첫 펍지 인비테이션 토너먼트 동안 구매할 수 있는 시간 제한 상자를 제공하여 시스템의 초기 미리보기를 제공했으며, 이러한 판매 수익은 상금 풀에 기여했다. 이 상자에서 얻을 수 있는 전리품 중에는 오리지널 배틀 로얄 영화에서 영감을 받은 특별 의상도 있었다. 그린은 협동 플레이어 지원과 함께 캠페인 모드를 추가할 예정이지만, 이야기에 대한 "진지한 설정"은 없을 것이며, 이를 와치독과 유사한 모드에 비유했다.
이 게임은 또한 커스텀 게임 모드와 모딩을 지원한다. 그는 모딩 지원이 정식 출시의 필수적인 부분이라고 생각했는데, 그 자신이 모드로 시작했듯이 다른 사람들이 그의 게임의 변형을 만들 수 있도록 하여 "다음 플레이어언노운"을 찾고 싶어했기 때문이다. 이는 여러 영향력 있는 스트리머에게 커스텀 서버 지원을 조용히 출시한 후 대중에게 공개되면서 도움이 되었다. 한 예로 "좀비 모드"에서는 네 명을 제외한 모든 플레이어가 좀비인 척하며, 때로는 모든 옷을 벗고 근접 무기와 소비성 아이템만 수집할 수 있으며, 다른 네 명의 플레이어를 공격하기 위해 달려가야 한다. 다른 네 명의 플레이어는 모든 장비를 수집하고 좀비를 앞지르거나 물리치려고 노력할 수 있다. 이 모드에서 영감을 받아 그린은 배틀그라운드에 이 좀비 기반 게임 플레이 모드를 공식적으로 도입할 계획을 발표했다. 팀의 나머지 대부분은 핵심 게임 플레이와 맵을 계속 개발했지만, 그린은 좀비 애니메이션을 돕기 위해 수석 애니메이터의 도움만 받아 좀비 모드를 거의 단독 프로젝트로 맡고 있다. 그린은 배틀그라운드를 플랫폼으로 보고 있으며, 플레이어들이 더 많은 커스텀 게임 유형과 모드를 개발하기를 원한다. 그린은 그가 이전에 ARMA 3에서 작업했던 일부 모드가 배틀그라운드 플랫폼의 일부가 될 수도 있다고 밝혔다. 그린은 또한 트위치와 같은 스트리밍 서비스를 게임에 통합하여 배틀그라운드의 E스포츠로서의 발전을 지원하는 기능을 활성화하고 싶다고 밝혔다. 그는 이를 개발의 "궁극적인 최종 목표"라고 불렀지만, 플레이어들과 함께 자연스럽게 발전하도록 내버려두고 싶어했다.

## 출시
| 2017 | 배틀그라운드 (PC, 앞서 해보기)          |
| 2017 | 배틀그라운드 (엑스박스 원, 게임 프리뷰) |
| 2017 | 배틀그라운드 (PC, 출시)                 |
| 2018 | 배틀그라운드 모바일                     |
| 2018 | 배틀그라운드 모바일 KR                  |
| 2018 | 배틀그라운드 (엑스박스 원, 출시)        |
| 2018 | 배틀그라운드 (PS4)                      |
| 2019 | 배틀그라운드 모바일 VN                  |
| 2019 | Game for Peace                          |
| 2019 | 배틀그라운드 모바일 TW                  |
| 2019 | 배틀그라운드 모바일 라이트              |
| 2019 | 배틀그라운드 라이트 (PC)                |
| 2020 | 배틀그라운드 (스테이디어)               |
| 2020 | 배틀그라운드 (엑스박스 시리즈 X/S)      |
| 2020 | 배틀그라운드 (PS5)                      |
| 2021 | 배틀그라운드 모바일 인디아              |
| 2022 | 부분 유료화 전환                        |

### 개인용 컴퓨터
블루홀은 약 8만 명의 플레이어를 대상으로 클로즈드 알파 및 베타 기간을 사용하여 초기 게임 플레이 반응을 측정하고 더 넓은 출시 전에 균형을 조정했다. 스팀 앞서 해보기 단계 바로 직전에 블루홀은 몇 개의 서버를 열고 비슷한 게임의 인기 스트리머들을 초대하여 게임에 대한 관심을 얻기 시작했다. 윈도우 버전의 앞서 해보기는 2017년 3월 23일에 출시되었다. 이 기간은 약 6개월로 예정되어 있었으며, 원래는 2017년 9월 출시를 목표로 했다. 2017년 7월, 그린은 앞서 해보기 기간을 몇 달 연장해야 할 것이며, 정기적으로 업데이트를 계속 출시하되, 2017년 말까지 출시할 계획이라고 발표했는데, 이는 원래 기간을 고수하면 "완전히 완성된 게임을 제공하는 데 방해가 되거나, 출시 기한을 지키지 못할 경우 커뮤니티 내에서 실망을 초래할 수 있기 때문"이라고 밝혔다. 처음에는 블루홀은 앞서 해보기를 통해 게임 플레이를 원활하게 할 만큼 충분한 플레이어를 확보할 것으로 예상했으며, 게임이 완성된 후에야 타이틀에 대한 마케팅을 시작할 계획이었다. 하지만 앞서 해보기에서 게임에 대한 갑작스러운 관심은 그들의 예상을 뛰어넘었고, 게임 플레이 개선과 함께 게임의 안정성과 기본 네트워킹에 대한 중요성이 강조되었다. 2017년 8월까지 이러한 업데이트는 일반적으로 주요 성능 개선을 제공하는 주요 월간 업데이트와 함께 주요 주간 패치를 포함했다. 그러나 8월부터 블루홀은 패치 속도를 늦추었다. 높은 빈도로 인해 품질 관리 문제가 발생했으며, 개발자들은 새로운 업데이트를 제공하기 전에 각 패치 콘텐츠가 커뮤니티에 의해 잘 검증되도록 하는 것을 선호했기 때문이다. 이는 2017년 출시 계획을 변경하지 않았으며, 12월 20일에 앞서 해보기에서 정식 출시되었다.
게임의 앞서 해보기 성공의 일환으로, 텐센트, 중국 최대 비디오 게임 퍼블리셔가 같은 달 블루홀에 중국에서 배틀그라운드를 퍼블리싱하겠다는 제안을 했다. 그러나 중국 오디오-비디오 및 디지털 출판 협회는 2017년 10월 배틀 로열 스타일의 게임이 너무 폭력적이고 중국의 사회주의 가치에서 벗어나 젊은 소비자에게 해롭다는 내용의 성명을 발표하며 배틀 로열 스타일 게임을 만류했다. 그러나 다음 달, 배틀그라운드는 텐센트를 퍼블리싱 파트너로 하여 중국에서 게임 출시를 허용하는 중국 정부와의 공식 계약을 체결했다. 하지만 사회주의 가치와 전통적인 중국 도덕에 부합하도록 일부 변경이 이루어졌다. 한국에서는 카카오게임즈가 이 게임을 마케팅하고 배급한다.
텐센트와의 계약 전 중국 퍼블리셔가 없었음에도 불구하고 중국 플레이어들은 프록시 및 기타 네트워크 트릭을 통해 스팀에서 게임을 구매하고 플레이할 수 있었다. 이를 해결하기 위해 펍지 코퍼레이션은 서버에 최대 클라이언트 핑 제한을 추가할 계획인데, 이는 지연 문제를 줄이고 발생했던 일부 치팅을 방지할 수 있다. 이는 지역 간 매치메이킹을 방해하지는 않지만, 인터넷 인프라가 좋지 않은 일부 플레이어의 경우 자신의 지역 밖에서 플레이하기 어렵게 만들 수 있다. 텐센트는 또한 펍지에서 치팅에 사용될 수 있는 약 30개의 소프트웨어 프로그램을 중국 경찰에 식별하고 신고하여 2018년 초까지 100명 이상의 체포로 이어졌다. 별도로, 이러한 기술적 문제와 더 많은 중국 플레이어 수로 인해 플레이어 커뮤니티에서 불만이 제기되었다. 일부 서구 플레이어들은 많은 중국 플레이어들이 네트워크 지연 문제 중 일부를 악용하여 게임에서 치팅을 할 수 있다고 우려했는데, 이는 펍지 코퍼레이션이 게임이 앞서 해보기에서 전환될 때 계속해서 해결해야 할 문제였다. 그러나 소수의 플레이어들은 지역별 서버 분리를 요구하고 게임에서 만난 중국 플레이어들에게 인종적 모욕을 가했다. 그린은 이러한 "외국인 혐오 태도"에 실망했으며, 이를 "수치스러운 일"이라고 부르며 플레이어 커뮤니티에 중국 플레이어들을 더 존중해달라고 요청했는데, 이는 그들의 수가 게임 성공의 핵심 부분이었기 때문이다. 그린은 또한 플레이어들이 가상사설망을 사용하여 이러한 지역 잠금을 쉽게 우회할 수 있어 이 방법이 비효율적이라고 밝혔다. 펍지 코퍼레이션은 결국 2018년 10월에 지역 기반 매치메이킹을 추가했지만, 플레이어들은 여전히 연결 및 매치메이킹 속도 문제점을 보고했다.
PUBG 라이트는 그래픽 디테일 및 기타 기능이 크게 줄어들어 저사양 컴퓨터에서도 더 잘 플레이할 수 있도록 만들어진 배틀그라운드 무료 버전이지만, 전체 게임과 기능적으로는 동일하다. 이 버전은 게임의 최소 사양을 일반 플레이어가 달성하기 어려운 지역에서 플레이할 수 있도록 만들어졌으며, 2019년 1월 태국에서 베타 출시를 시작했고, 같은 해 10월 유럽에서 출시되었다. PUBG 라이트는 2021년 4월 29일에 서비스가 종료되었다.
2022년 1월 12일, 이 게임은 무료 게임으로 전환되었다. 추가 커스터마이징 아이템과 인게임 경험치 부스트를 포함하는 배틀그라운드 플러스라는 새로운 계정 등급을 구매할 수 있게 되었다. 1월 12일 이전에 게임을 구매한 기존 소유자는 자동으로 배틀그라운드 플러스로 무료 업그레이드되었다. 배틀그라운드 플러스는 랭크 모드와 커스텀 서버에서 플레이할 수 있으며, 추가 커스터마이징 아이템과 인게임 경험치 부스트를 포함한다.

### 콘솔
그린은 E3 2017에서 마이크로소프트의 기자회견에 참석하여 배틀그라운드가 2017년 말까지 엑스박스 원용 한정 콘솔 독점으로 출시될 것이며, 엑스박스 게임 프리뷰 앞서 해보기 방식을 사용하여 테스트될 것이라고 발표했다.
처음에는 그린이 마이크로소프트가 포팅에 직접적으로 관여하지 않고 포팅이 잘 이루어지도록 지원만 하고 있으며, 대부분의 포팅 책임은 스페인 개발사인 안티토가 맡고 있다고 말했다. 그러나 그 해 게임스컴에서 블루홀은 마이크로소프트가 이 타이틀의 엑스박스 원 버전을 퍼블리싱할 것이며, 이 버전의 2017년 출시 계획을 돕겠다고 확인했다. 그린은 마이크로소프트의 지원이 엑스박스 원 버전뿐만 아니라 윈도우 버전의 성능과 보안을 개선하는 등 여러 면에서 도움이 되었다고 말했다. 또한 마이크로소프트 산하 스튜디오 그룹의 일원으로서, 레어가 씨 오브 시브즈를 위해 개발한 개선된 물 렌더링 기술과 같은 다른 개발자들의 기술을 논의하고 통합할 수 있었다. 프로젝트를 이끈 마이크로소프트의 니코 비하리에 따르면 마이크로소프트는 배틀그라운드를 단순한 퍼블리셔 이상으로 회사의 능력을 보여주는 중요한 프로젝트로 간주했다. 비하리는 그들이 배틀그라운드에 "백색 장갑" 처리를 했으며, 엑스박스 원 포팅을 위해 고급 기술 그룹의 서비스와 마이크로소프트 스튜디오의 또 다른 자회사인 코얼리션의 시간과 지원을 제공했다고 밝혔다. 김창한은 또한 팀이 윈도우 버전과 콘솔 버전 간의 크로스 플랫폼 플레이에 관심이 있었지만, 이는 출시 기능으로 예상하지 않았다고 밝혔다. 이는 키보드와 마우스를 사용하는 플레이어가 컨트롤러를 사용하는 플레이어보다 가질 수 있는 이점을 완화하는 방법을 결정해야 했기 때문이다.
"게임 프리뷰 에디션"이라는 이름으로 엑스박스 원용 앞서 해보기 버전은 2017년 12월 12일에 디지털 및 실물 형태로 출시되었다. 이를 홍보하기 위해 마이크로소프트는 출시 전 주에 호주에서 실제 보급품 상자 투하를 진행했는데, 상자에는 엑스박스 하드웨어, 배틀그라운드 상품 및 기타 물품이 들어있었으며, 소셜 미디어에 공개된 투하 위치와 함께 비밀번호가 사용되었다. 엑스박스 버전에는 엑스박스 전용 인게임 코스메틱 아이템도 포함되어 있는데, 일부는 인게임 상자를 통해서가 아니라 직접 구매할 수 있었다. 게임 프리뷰 프로그램에서 공식 출시는 2018년 9월 4일에 이루어졌다. 엑스박스 시리즈 X/S 버전과 플레이스테이션 5 버전 출시는 공식 웹사이트 게시물을 통해 발표되었다. 이 게임은 2020년 11월 10일에 엑스박스 시리즈 X/S로 출시되었다. 펍지 코퍼레이션은 엑스박스 시리즈 X 버전은 일관된 60 FPS 게임 플레이를 제공할 것이며, 엑스박스 시리즈 S 버전은 30 FPS 게임 플레이를 제공할 것이라고 확인했지만, 가까운 미래에 프레임 속도 제한을 올릴 것이라고도 주장했다. 이 게임은 또한 계정 전환 및 크로스 플랫폼 플레이 기능을 제공한다.
엑스박스 출시 발표와 함께 펍지 코퍼레이션은 플레이스테이션 4와 같은 추가 플랫폼으로 포팅할 계획이 있다고 밝혔다. 게임스컴 직후 인터뷰에서 그린은 마이크로소프트와의 계약이 플레이스테이션 4 포팅을 배제하지는 않았지만, 팀의 규모가 작기 때문에 당시에는 윈도우 및 엑스박스 원 버전에만 집중하고 있다고 말했다. 2018년 1월 이에 대해 질문을 받았을 때, 김창한은 소니의 자체 앞서 해보기 프로그램 부재와 완성된 게임에 대한 엄격한 품질 관리와는 대조적으로, 개발 중인 게임을 쉽게 출시하고 시간이 지남에 따라 업데이트할 수 있도록 스팀 및 엑스박스 게임 프리뷰 앞서 해보기 프로그램에서 게임을 먼저 출시했다고 밝혔다. 플레이스테이션 포팅은 11월에 공식적으로 발표되었고, 2018년 12월 7일에 출시되었다. 펍지 코퍼레이션 스튜디오 책임자인 브라이언 코리건은 플레이스테이션 4 포팅 작업을 하는 소규모 팀이 있었지만, 엑스박스 원 포팅이 대부분 완료될 때까지는 플레이스테이션 포팅에 완전히 착수하지 않았다고 말했다. 플레이스테이션 4 버전에는 플랫폼 독점 커스터마이징 아이템이 포함되어 있는데, 특히 언차티드 시리즈의 네이선 드레이크 의상과 더 라스트 오브 어스의 엘리의 배낭이 있다. 플레이스테이션 4 출시를 홍보하기 위한 짧은 실사 영화는 조던 보트로버츠가 감독하고 제이슨 미첼이 주연을 맡았다. 이 게임의 플레이스테이션 5 버전은 2020년 11월 12일 플레이스테이션 5 콘솔과 함께 출시되었다. 퍼블리셔는 플레이스테이션 4에서 게임을 구매한 사용자는 무료로 게임을 업그레이드하고 다운로드할 수 있으며, 플레이어는 일관된 60 FPS 게임 플레이, 계정 전환 및 크로스 플랫폼 플레이 지원을 경험할 수 있다고 주장했다.
엑스박스 및 플레이스테이션 버전 간의 크로스 플랫폼 플레이 지원은 이전 달의 테스트 기간을 거쳐 2019년 10월에 추가되었다.
플레이어언노운스 배틀그라운드 – 파이오니어 에디션은 2020년 4월 28일 스테이디어 스트리밍 서비스에서 출시되었다. 이 게임은 출시 시 스테이디어 유료 구독자에게 무료로 제공되었다.

### 모바일 버전
윈도우 버전의 중국 퍼블리싱 계약에 따라 텐센트와 펍지 코퍼레이션은 추가적으로 중국에서 게임 기반의 모바일 버전 두 개를 출시할 계획이라고 발표했다. 첫 번째는 PUBG: Exhilarating Battlefield로, 원작 게임의 축약 버전이며 텐센트의 내부 부서인 LightSpeed & Quantum Studio에서 개발했다. 두 번째는 PUBG: Army Attack으로, 전함에서 벌어지는 액션을 포함한 더 아케이드 스타일의 요소를 포함하며, 텐센트의 TiMi 스튜디오에서 개발했다. 두 버전 모두 부분 유료화이며, 2018년 2월 9일에 안드로이드 및 iOS 기기용으로 출시되었다. 이 게임들은 총 7,500만 건의 사전 등록을 기록했으며, 출시 시 중국 iOS 다운로드 차트에서 1위와 2위를 차지했다. 캐나다에서 소프트 런칭을 한 후, Exhilarating Battlefield의 영어 버전인 PUBG Mobile은 2018년 3월 19일 전 세계적으로 출시되었다. 출시 후 2018년 6월에는 PUBG Mobile KR이라는 이름으로 한국 및 일본 중심의 버전이 출시되었다. 2019년 1월에는 베트남 버전인 PUBG Mobile VN이 출시되었다.
중국에서는 PUBG 모바일이 공식 출시를 위해 정부의 승인을 기다리고 있었고, 그동안 이 게임은 공개 테스트로만 제공될 수 있었다. 그러나 2018년 대부분의 기간 동안 정부 승인이 보류되면서 텐센트의 출시 계획이 중단되었다. 2019년 5월, 텐센트는 더 이상 중국에서 PUBG 모바일을 퍼블리싱하지 않고, 대신 피와 고어 요소를 제거하는 등 중국의 콘텐츠 제한을 쉽게 충족하는 Game for Peace라는 이름으로 게임을 재출시할 것이라고 발표했다. 중국 버전 출시 이후 대만 버전의 게임이 PUBG Mobile TW로 출시되었다. 60명의 플레이어를 위한 더 작은 맵이 특징인 저사양 모바일 기기용 버전인 PUBG Mobile Lite는 2019년 7월 25일에 출시되었다. 이 버전은 여러 안드로이드 기기에서 높은 FPS 게임 플레이를 지원했다. 중국 버전 앱은 2020년에 다시 Peacekeeper Elite로 이름이 바뀌었다.
2020년 8월, 일부 원플러스 기기에서 90 FPS 게임 플레이 지원이 추가되었다.
2021년 5월 6일, 크래프톤은 인도 정부의 금지 조치에 따라 인도에서 이 게임을 재출시한다고 발표했다. 크래프톤은 텐센트 대신 이 게임을 배틀그라운드 모바일 인디아라는 새로운 이름으로 직접 퍼블리싱했으며, 인도 사용자만 접근할 수 있었다.

## E스포츠

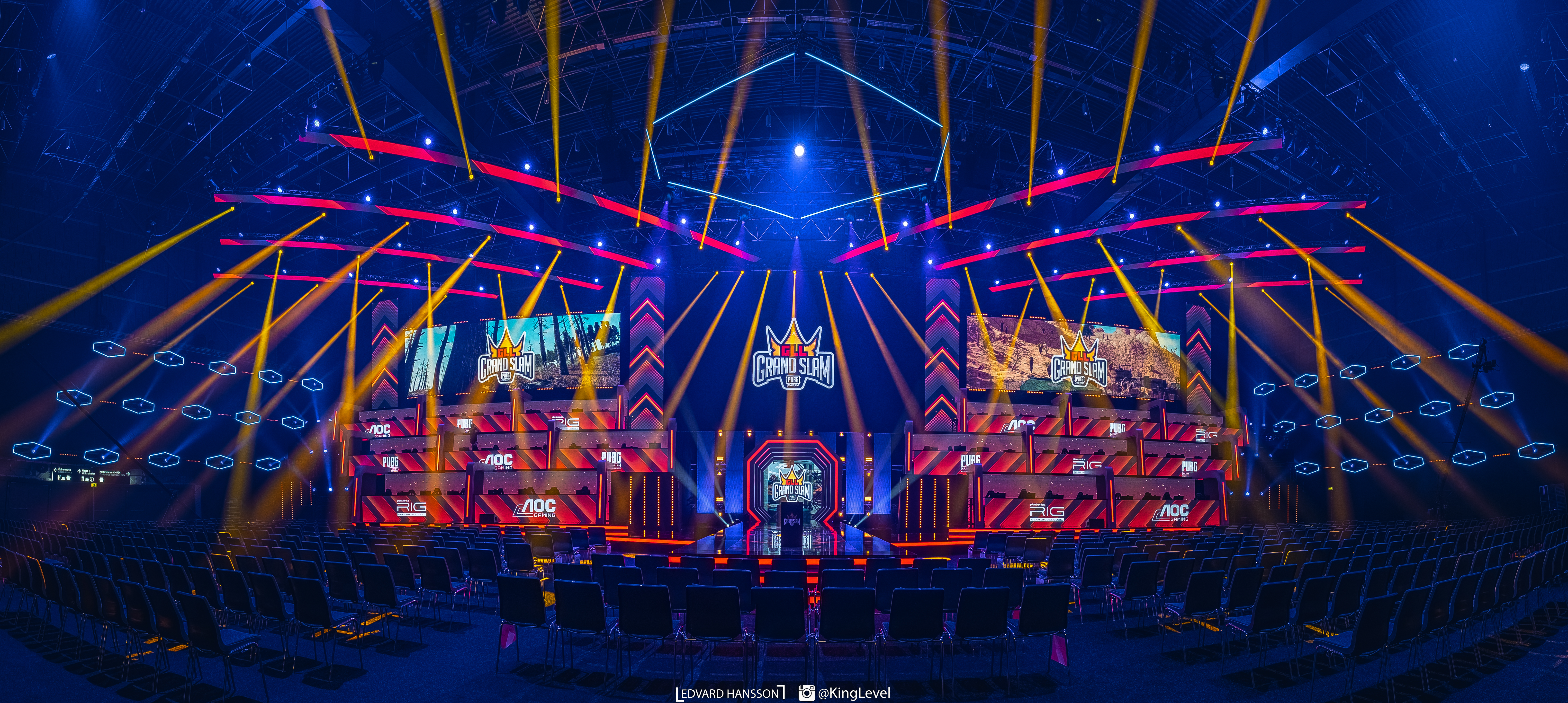
2019년 G-loot 그랜드슬램의 PUBG: 배틀그라운드 E스포츠 스튜디오

게임 판매량이 200만 장을 돌파한 것을 기념하여 블루홀은 2017년 자선 초청 행사를 발표했으며, 트위치 채널을 통해 128명의 플레이어를 초대하여 게이머스 아웃리치 재단을 위해 기금을 모으고, 블루홀은 $100,000까지 모든 기부금을 매칭했다. 이 대회는 2017년 5월 초에 진행되었으며, 시청자들로부터 최소 $120,000와 블루홀의 $100,000 매칭 기부금을 모았으며, 게임의 미래 E스포츠 이벤트를 위한 프로토타입 역할을 했다. 2017년 8월 게임스컴 행사 기간 동안 블루홀과 ESL은 첫 펍지 인비테이셔널 토너먼트를 조직했으며, 상금 풀은 $350,000이었다. 솔로 플레이어, 2인 팀, 1인칭 시점으로 고정된 2인 팀, 4인 스쿼드를 위한 별도의 이벤트가 개최되었다. 각 이벤트는 3개의 경기로 구성되었으며, 3개 경기 전체에서 가장 높은 점수를 얻은 플레이어 또는 팀이 우승자로 선정되었다.
그린은 자신의 ARMA II 모드 이래로 배틀 로열 형식이 관람 스포츠가 될 것이라고 예상했지만, 배틀그라운드를 E스포츠로 만드는 접근 방식은 "아기 걸음마"를 떼는 과정이 될 것이라고 말했다. 그린은 게임이 완전히 출시되고 모든 주요 버그가 제거될 때까지는 E스포츠를 적극적으로 추구하지 않을 것이라고 말했다. 2017년 게임스컴 행사는 많은 플레이어가 참여하는 대규모 배틀그라운드 토너먼트를 운영하는 데 따르는 물류 문제점을 보여주었으며, 그들은 ESL과 협력하여 미래에 이를 효과적으로 수행하는 방법을 모색했다. 더욱이 그린은 배틀그라운드 경기를 관람자들에게 흥미롭게 보여줄 수 있는 형식을 확립할 필요도 있다고 밝혔다. 그는 기존의 1인칭 슈팅 게임 및 멀티플레이어 온라인 배틀 아레나 E스포츠 게임과 비교하며, 새로운 게임 플레이의 특성상 이를 개발하는 데 시간이 걸릴 것이라고 생각했다. 2017년 11월, 인텔은 오클랜드에서 20개 팀, 80명 플레이어가 참여하는 $200,000 상금 풀의 토너먼트를 조직했다.

## 기타 게임 및 미디어
크래프톤은 핵심 게임을 넘어 배틀그라운드의 서사적 세계관을 확장하려 노력했다. 이 일환으로, 플레이어언노운스 배틀그라운드는 2021년 7월경 PUBG: 배틀그라운드로 조용히 리브랜딩되었다.
2020년부터 크래프톤은 조너선 프레이크스가 주연을 맡은 실사 다큐멘터리 시리즈를 공개하며 게임 배틀그라운드의 기원을 탐구했다. 2021년 7월 태이고 확장판 출시를 앞두고 크래프톤은 마동석이 출연한 "그라운드 제로"라는 또 다른 실사 단편 영화를 공개했다.
크래프톤은 2021년 7월 아디 샨카르와 파트너십을 맺고 배틀그라운드 세계관을 기반으로 한 애니메이션 시리즈를 개발한다고 발표했다.
2019년, 크래프톤은 이전에 데드 스페이스 시리즈 개발을 이끌었던 글렌 스코필드가 이끄는 새로운 스튜디오 스트라이킹 디스턴스를 설립했다. 2020년, 스코필드는 스튜디오가 배틀그라운드 세계관을 배경으로 하지만 먼 미래, 목성의 위성 칼리스토에 설립된 교도소 식민지에서 일어나는 게임인 칼리스토 프로토콜을 개발 중이라고 밝혔다.
크래프톤은 PUBG: 뉴 스테이트라는 새로운 게임을 개발 중이라고 발표했다. 이 특정 게임은 배틀그라운드와는 별개이지만 배틀그라운드 유니버스를 배경으로 한다. 2021년 2월 25일에 게임의 사전 등록이 시작되었다. 이 게임은 그해 11월 11일에 iOS 및 안드로이드용으로 출시되었다. 이 게임은 2051년을 배경으로 하며 미래 전쟁을 기반으로 한다. 2022년 1월 27일, 타이틀 이름이 "PUBG: 뉴 스테이트"에서 "뉴 스테이트 모바일"로 변경되었다.

## 평가
배틀그라운드는 메타크리틱에 따르면 리뷰 애그리게이터 웹사이트에서 플레이스테이션 4 버전을 제외하고 모든 플랫폼에서 "대체로 긍정적인 평가"를 받았다. 앞서 해보기 기간과 출시 후 모두 이 게임은 수많은 플레이어 수 기록을 넘어섰다. 블루홀은 출시 후 4개월 동안의 통계를 발표했는데, 배틀그라운드가 1천만 라운드 이상 플레이되었으며, 이는 효과적으로 2만 5천 명의 인년(人年)에 해당한다. 스팀스파이의 데이터에 따르면 배틀그라운드는 스팀에서 동시 접속자 수에서 폴아웃 4와 그랜드 테프트 오토 V와 같은 오랜 인기 타이틀을 넘어섰고, 결국 2017년 8월에는 수년간 플랫폼에서 가장 많이 플레이된 게임인 도타 2를 추월했다. 다음 달, 이 게임의 최고 동시 접속자 수는 130만 명을 넘어섰는데, 이는 2016년 3월에 도타 2가 세운 역대 최고 기록인 129만 명을 넘어선 수치이다. 이 게임은 2017년 10월에는 200만 명, 연말까지 300만 명의 동시 접속자 수를 기록했다. 이 게임은 또한 한국 PC방에서도 인기를 얻었다. Gametrics 분석 회사에 따르면 2017년 8월 배틀그라운드는 오버워치를 추월하여 국내에서 두 번째로 많이 플레이되는 게임이 되었으며, 리그 오브 레전드만이 앞섰다. 이후 2017년 10월에는 리그 오브 레전드를 추월했다. 배틀그라운드의 중국에서의 인기는 스팀 사용자의 급증으로 이어졌으며, 2017년 말에는 스팀 클라이언트의 절반 이상이 중국어를 기본 언어로 사용했다.
여러 언론인들은 앞서 해보기 단계에 있는 게임의 빠른 플레이어 수 증가에 대해 언급했다. 그린은 게임이 한 달 안에 백만 명 이상의 플레이어를 달성할 수 있다고 확신했지만, 그의 개발팀 중 일부는 첫 해에 약 20만에서 30만 명 정도를 예상하고 있었고, 첫 달의 성과에 놀랐다. 그린 자신은 트위치 스트리머 및 기타 콘텐츠 제작자와 같은 비전통적인 홍보 채널이 강력한 성장을 이끌었고, 그들은 이후 공개 출시 전에 새로운 게임 플레이 요소를 도입하기 위해 노력했다고 믿었다. IGN의 래드는 이 게임의 인기가 당시 이용 가능한 H1Z1 및 데이즈와 같은 유사한 유형의 게임에 비해 빠른 진행 속도 때문이라고 믿었다. 그녀는 플레이어가 약탈하거나 몰래 움직이는 고독한 기간과 다른 사람들과 전투하는 기간 사이의 균형이 잘 잡혀 있다고 생각했으며, 새로운 매치에 진입하는 데 대기 시간이 거의 없이 새로운 플레이어도 쉽게 접근할 수 있다고 생각했다. Glixel의 앤디 무어는 배틀그라운드의 인기가 게임이 플레이어 자신의 성향보다는 놓여있는 상황 때문에 플레이어들이 참여하도록 장려하는 방식에서 비롯된다고 생각했으며, 이를 스탠퍼드 감옥 실험에 비유했다. 따라서 이 게임은 일반적으로 이러한 유형의 게임을 피할 수 있는 플레이어들의 관심을 사로잡을 수 있으며, 이는 종종 생존 게임에서는 볼 수 없는 유머러스하거나 예상치 못한 상황으로 이어져 관람하고 플레이하는 것을 더 즐겁게 만든다.

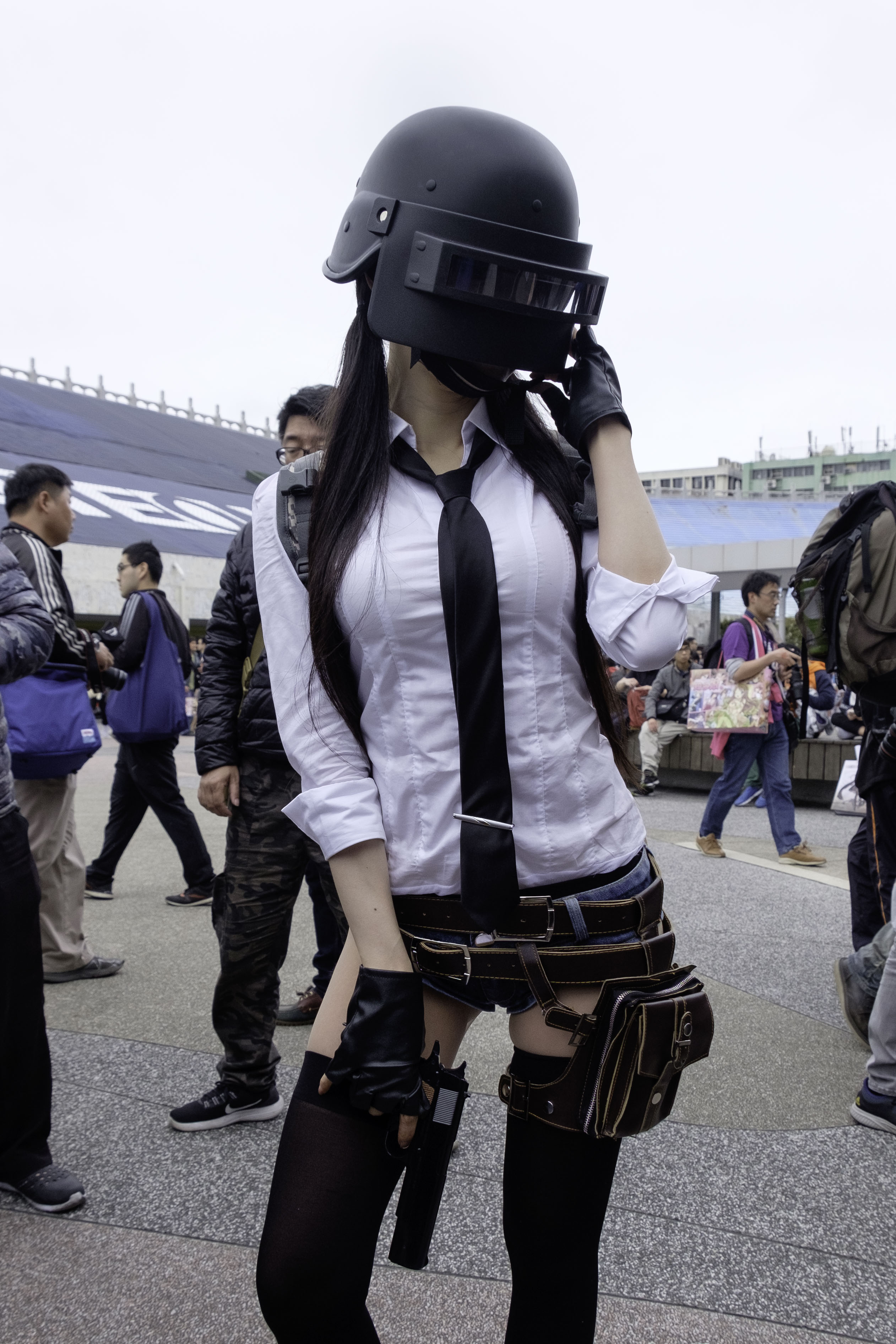
제33회 개발 애니메이션 페스티벌의 PUBG: 배틀그라운드 여성 코스플레이어

Rock, Paper, Shotgun의 마이클 존슨은 배틀그라운드를 "전술 슈팅 샌드박스, 스토리 생성기, 그리고 호러 게임이 한데 어우러진 게임"으로 묘사하며, 그 인기의 이유로 멀티플레이어 게임에서 얻을 수 있는 "최고의 희열" 중 일부를 제공한다고 설명했다. Waypoint의 롭 자크니는 배틀그라운드가 다른 많은 플레이어 대 플레이어 생존 게임이 제공하는 것과 동일한 유형의 시청 경험을 제공하지만, 지속성 부족으로 인해 플레이어들이 자원을 비축하기보다는 실험할 가능성이 높다고 보았다. 이로 인해 생존 게임에서는 종종 볼 수 없는 유머러스하거나 예상치 못한 상황이 발생하여 타이틀을 시청하고 플레이하는 것을 더 즐겁게 만들어 인기를 얻게 되었다고 분석했다. 벤추어비트의 제프 그럽은 배틀그라운드가 2007년 콜 오브 듀티 4: 모던 워페어가 슈팅 게임의 지형을 바꾼 방식과 유사하게 1인칭 슈팅 게임 시장에서 패러다임 전환을 가져왔다고 생각했으며, 이는 속도와 전략 면에서 '콜 오브 듀티'에 반대되는 방식으로 이루어졌다고 믿었다. IGN의 클로이 래드는 게임의 총격전을 칭찬하며, 게임이 "군사 시뮬레이션 게임 플레이를... [그리고] 가장 흥미로운 부분으로 압축했다"고 말했다.

### 판매
배틀그라운드는 2017년 3월 윈도우 앞서 해보기 출시 후 3일 만에 $1,100만의 수익을 올렸다. 4월 둘째 주까지 이 게임은 100만 장 이상 판매되었으며, 최고 동시 접속자 수는 89,000명이었다. 슈퍼데이터 리서치는 이 게임의 4월 매출이 $3,400만을 초과하여 그 달 최고 수익 게임 상위 10위권에 들었으며, 오버워치와 카운터-스트라이크 2의 수익을 넘어섰다고 추정했다. 2017년 5월까지 이 게임은 200만 장 이상 판매되었으며, 총 수익은 $6,000만으로 추정되었다. 앞서 해보기 출시 후 3개월 이내에 500만 장 이상 판매되었고, 블루홀은 판매 수익이 $1억을 넘어섰다고 발표했다. 배틀그라운드는 마인크래프트보다 더 빠르게 이 400만 기록에 도달했는데, 마인크래프트는 유료 베타 개발 기간 동안 비슷한 판매 수치를 달성하는 데 1년 이상이 걸렸다.
2017년 9월까지 블루홀의 가치(한국 비상장 기업을 추적하는 회사 기준)는 그해 6월부터 5배 증가하여 $46억에 달했는데, 주로 배틀그라운드 때문이었다. 2017년 12월까지 펍지 코퍼레이션은 윈도우 및 엑스박스 버전에서 전 세계적으로 3천만 명 이상의 플레이어가 있다고 보고했다. 슈퍼데이터 리서치사는 2017년 배틀그라운드가 $7억 1,200만 이상의 수익을 올렸다고 추정했다. 2018년 2월까지 이 게임은 스팀스파이에 따르면 스팀에서 3천만 장 이상 판매되었다. 다음 달, 스팀의 사장인 게이브 뉴얼은 이 게임이 플랫폼에서 역대 세 번째로 높은 수익을 올린 게임이라고 밝혔다. PUBG: 배틀그라운드는 PC와 엑스박스 원에서 가장 많이 팔린 비디오 게임이다. 플레이스테이션 4 버전 출시 전까지 PC에서 4,200만 장, 엑스박스 원에서 900만 장이 판매되었다.
2017년 12월 중순 엑스박스 라이브 프리뷰 프로그램에 출시된 지 3일 만에 마이크로소프트는 배틀그라운드가 이 플랫폼에서 100만 장 이상 판매되었다고 발표했다. 이와 함께 마이크로소프트는 2017년 말까지 엑스박스 원 X 콘솔을 구매하는 사람들에게 배틀그라운드를 무료 추가 기능으로 제공할 것이라고 발표했다. 출시 한 달 후, 엑스박스 버전은 400만 장 이상 판매되었고 NPD 그룹에 따르면 미국에서 네 번째로 많이 팔린 게임이었다. 2018년 3월까지 이 게임은 모든 플랫폼에서 4천만 장이 판매되었고, 6월에는 5천만 장 이상으로 증가했으며, 일일 평균 8,700만 명 이상의 플레이어와 총 4억 명 이상의 플레이어를 기록했다. 모바일 버전은 2018년 8월까지 1억 건 이상 다운로드되었고, 2018년 10월에는 2억 2천 5백만 건을 넘어섰는데, 이는 거의 같은 시점의 포트나이트의 총 플레이어 수보다 많은 수치이다. 2018년에는 이 플레이어들의 대부분이 중국과 인도와 같은 아시아 국가에 있었는데, PUBG 모바일은 포트나이트보다 먼저 출시되었고 저사양 모바일 하드웨어에서도 실행될 수 있었다. 중국은 이 게임의 가장 큰 플레이어 기반이었다. 배틀그라운드는 2018년 인도에서 가장 인기 있는 온라인 게임이었다 (하지만 2020년 인도 정부에 의해 금지되었다. 자세한 내용은 아래 참조).
배틀그라운드는 2017년 최고 판매 PC 게임이었다. 전 세계적으로 3천만 장이 판매되었고 약 $9억의 수익을 올렸다. 2018년 6월까지 전 세계적으로 5천만 장 이상 판매되었다. 배틀그라운드는 2018년에도 최고 판매 PC 유료 게임이었으며, 연간 판매 수익을 $10억 2,800만으로 늘렸다. 또한, 부분 유료 게임인 PUBG 모바일은 $10억 이상의 수익을 올린 최초의 모바일 배틀 로열 게임이 되었으며, 2019년 기준으로 $15억을 넘어섰다.
PUBG 모바일은 2018년 전 세계적으로 약 3억 건의 다운로드를 기록하며 두 번째로 많이 다운로드된 모바일 게임이었다. 이 게임의 가장 큰 시장은 중국으로, 게임 다운로드의 29%를 차지했으며, 인도와 미국이 각각 약 10% (3천만 건)를 차지했다. 이는 2018년 가장 많이 설치된 배틀 로열 게임으로, 모바일 기기에서 8,200만 건의 설치를 기록한 포트나이트보다 약 2억 건 더 많이 설치되었다. 2019년, PUBG 모바일은 전 세계적으로 5억 5천 5백만 건의 다운로드를 기록했으며, 인도가 1억 1천 6백만 건 (21%), 중국이 1억 8백만 건 (19%), 미국이 4천 2백만 건 (8%)을 차지했다.
일본에서는 2017년 배틀그라운드가 가장 인기 있는 PC 게임이었다. PUBG 모바일은 2018년 일본에서 35억 8천만 엔 (32.42만 상당)의 수익을 올렸다. 2019년 1월, 플레이스테이션 4 버전의 배틀그라운드는 일본에서 첫 주에 7,447장이 판매되어 전체 형식 판매 차트에서 14위를 기록했다. 2019년 12월까지 PC 및 콘솔 버전은 6천만 장 이상 판매되었으며, PUBG 모바일은 6억 건 이상의 다운로드를 기록했다. 2020년 7월까지 컴퓨터 및 콘솔 소프트웨어 판매량은 7천만 장을 넘어섰으며, PUBG 모바일은 7억 3,400만 건의 다운로드를 기록했다. PUBG 모바일은 2020년 8월까지 $35억 이상의 수익을 올렸다. PUBG 모바일은 2020년에 $26억 이상의 수익을 올렸으며, 이는 올해 최고 수익 게임이 되었고, 2020년 12월까지 총 수익은 $43억을 넘어섰다.
2021년 3월, PUBG 모바일은 출시 이후 중국 외 지역에서 10억 건의 누적 다운로드를 기록했다고 보도되었다. 2022년 12월까지 PUBG 모바일은 전 세계적으로 $90억의 수익을 올렸으며, 배틀그라운드 모바일 인디아는 구글 플레이 스토어에서 1억 건의 다운로드를 돌파했다. 2021년 말까지 PUBG: 배틀그라운드는 일일 평균 7천만 명의 사용자를 기록했다. 7천5백만 장 이상 판매된 후, 원본 PC 및 콘솔 게임은 무료 플레이로 전환되었으며, 크래프톤의 2022년 1분기 수익 보고서에 따르면 무료 플레이 전환이 게임 수익 증가의 원인이었다. PC 판매량은 61% 증가하여 8,230만 달러의 수익을 기록했다. 게임 콘솔에서는 판매 수익이 전년 대비 274% 증가했으며, 월간 활성 사용자도 거의 300% 증가했다. 이 게임의 PC 및 콘솔 버전은 2017년 출시 이후 총 40억 달러의 수익을 기록했다. 2022년 3분기까지 90억 달러의 수익을 올린 모바일 버전과 합쳐서, PUBG: 배틀그라운드는 총 130억 달러의 수익을 기록했다.

#### 기록
| 기록자           | 기록명                                                            | Ref(s). |
| ---------------- | ----------------------------------------------------------------- | ------- |
| 기네스 세계 기록 | 스팀 앞서 해보기 비디오 게임이 백만 장 판매되는 가장 빠른 시간.   | [ 200 ] |
| 기네스 세계 기록 | 스팀 앞서 해보기 비디오 게임이 $1억 수익을 올리는 가장 빠른 시간. | [ 200 ] |
| 기네스 세계 기록 | 밸브 외 비디오 게임 중 스팀에서 가장 많이 플레이된 게임.          | [ 200 ] |
| 기네스 세계 기록 | 스팀 앞서 해보기 비디오 게임의 최고 동시 접속자 수.               | [ 200 ] |
| 기네스 세계 기록 | 밸브 외 비디오 게임 중 스팀의 최고 동시 접속자 수.                | [ 200 ] |
| 기네스 세계 기록 | 스팀에서 가장 활발하게 플레이되는 비디오 게임.                    | [ 200 ] |
| 기네스 세계 기록 | 스팀에서 200만 명의 동시 접속자를 기록한 최초의 비디오 게임.      | [ 200 ] |

PUBG: 배틀그라운드는 공식 출시 전 앞서 해보기 비디오 게임으로서 스팀에서 7개의 기네스 세계 기록을 세웠다. 첫 번째 기록은 "스팀 앞서 해보기 비디오 게임 중 100만 장 판매 최단 시간"으로, 앞서 해보기 출시 16일 만에 100만 장을 판매하여 기록되었다. "스팀 앞서 해보기 비디오 게임 중 $1억 수익 달성 최단 시간"은 앞서 해보기 출시 79일 만에 $1억 수익을 올린 것으로 기록되었다. "밸브 외 비디오 게임 중 스팀에서 가장 많이 플레이된 게임"은 동시에 게임을 플레이하는 사람들의 수로 스팀 차트에서 일시적으로 80만 명 이상을 기록하여 달성되었다. 이는 2003년 스팀 초기 출시 이후 밸브에서 퍼블리싱하지 않은 게임이 이를 달성한 최초의 사례였다. 2017년 9월 6일 기준으로 스팀 배급 플랫폼에서 역대 두 번째로 높은 동시 접속자 수를 기록했다. "스팀 앞서 해보기 비디오 게임 중 최고 동시 접속자 수", "밸브 외 비디오 게임 중 스팀의 최고 동시 접속자 수" 및 "스팀에서 가장 활발하게 플레이되는 비디오 게임"은 스팀에서 1,984,278명의 동시 접속자 수를 기록하여 달성되었다. "스팀에서 200만 명의 동시 접속자를 기록한 최초의 비디오 게임"은 동시에 2,279,084명의 게이머가 플레이하는 최고 기록을 달성하여 기록되었다.

### 수상
앞서 해보기 단계에 있을 때도 배틀그라운드는 더 게임 어워드 2017에서 "최고의 멀티플레이어 게임"을 수상했으며, "올해의 게임"과 "최고의 지속적인 게임" 부문에도 후보로 올랐다. 이 게임이 "올해의 게임" 후보에 오른 것은 처음으로 앞서 해보기 타이틀이 주요 산업 상 후보에 오르면서 논란이 일었다. 또한 출시 약 한 달 전 이 게임은 제35회 골든 조이스틱 어워즈에서 "최고의 멀티플레이어 게임"과 "올해의 PC 게임"을 수상했으며, 다른 후보로는 "올해의 스튜디오"(펍지 코퍼레이션)와 "올해의 궁극적인 게임"이 있었다. 또한 PC 게이머의 연말 시상식에서 "올해의 돌파 게임"을 수상했으며, 다른 후보로는 "올해의 게임"이 있었다. 폴리곤은 이 게임을 2017년 최고의 게임 50위 목록에서 2위로 선정했으며, 더 버지는 2017년 최고의 게임 15개 중 하나로 선정했다. 엔터테인먼트 위클리는 "2017년 최고의 게임" 목록에서 7위로 선정했다.
출시 후 배틀그라운드는 제35회 골든 조이스틱 어워즈와 더 게임 어워드 2017에서 최우수 멀티플레이어 게임을 수상했으며, 제21회 D.I.C.E. 어워즈에서 올해의 액션 게임을 수상하는 등 여러 산업 상을 수상했다.
| 연도 | 상                                   | 부문                                                   | 결과 | Ref(s).         |
| ---- | ------------------------------------ | ------------------------------------------------------ | ---- | --------------- |
| 2017 | 제35회 골든 조이스틱 어워즈          | 최고의 멀티플레이어 게임                               | 수상 | [ 204 ] [ 205 ] |
| 2017 | 제35회 골든 조이스틱 어워즈          | 올해의 PC 게임                                         | 수상 | [ 204 ] [ 205 ] |
| 2017 | 제35회 골든 조이스틱 어워즈          | 올해의 궁극 게임                                       | 후보 | [ 204 ] [ 205 ] |
| 2017 | 더 게임 어워즈 2017                  | 최고의 멀티플레이어 게임                               | 수상 | [ 201 ]         |
| 2017 | 더 게임 어워즈 2017                  | 최고의 온고잉 게임                                     | 후보 | [ 201 ]         |
| 2017 | 더 게임 어워즈 2017                  | 올해의 게임                                            | 후보 | [ 201 ]         |
| 2018 | 뉴욕 게임 어워즈 2018                | 올해의 빅 애플 최고 게임상                             | 후보 | [ 211 ]         |
| 2018 | 제21회 D.I.C.E. 어워즈               | 올해의 게임                                            | 후보 | [ 212 ] [ 213 ] |
| 2018 | 제21회 D.I.C.E. 어워즈               | 올해의 액션 게임                                       | 수상 | [ 212 ] [ 213 ] |
| 2018 | 제21회 D.I.C.E. 어워즈               | 게임 디자인 부문 우수 성과                             | 후보 | [ 212 ] [ 213 ] |
| 2018 | 제21회 D.I.C.E. 어워즈               | 온라인 게임 플레이 부문 우수 성과                      | 수상 | [ 212 ] [ 213 ] |
| 2018 | 2018 이탈리아 비디오 게임 어워즈     | 혁신상                                                 | 수상 | [ 214 ]         |
| 2018 | 2018 SXSW 게이밍 어워즈              | 올해의 e스포츠 게임                                    | 수상 | [ 215 ] [ 216 ] |
| 2018 | 2018 SXSW 게이밍 어워즈              | 디자인 부문 우수성                                     | 후보 | [ 215 ] [ 216 ] |
| 2018 | 2018 SXSW 게이밍 어워즈              | 멀티플레이어 부문 우수성                               | 수상 | [ 215 ] [ 216 ] |
| 2018 | 2018 SXSW 게이밍 어워즈              | 가장 유망한 신규 지적 재산권                           | 후보 | [ 215 ] [ 216 ] |
| 2018 | 2018 SXSW 게이밍 어워즈              | 올해의 트렌딩 게임                                     | 수상 | [ 215 ] [ 216 ] |
| 2018 | 2018 SXSW 게이밍 어워즈              | 올해의 비디오 게임                                     | 후보 | [ 215 ] [ 216 ] |
| 2018 | 제18회 게임 디벨로퍼스 초이스 어워드 | 베스트 디자인                                          | 후보 | [ 217 ] [ 218 ] |
| 2018 | 제18회 게임 디벨로퍼스 초이스 어워드 | 혁신상                                                 | 후보 | [ 217 ] [ 218 ] |
| 2018 | 제18회 게임 디벨로퍼스 초이스 어워드 | 올해의 게임                                            | 후보 | [ 217 ] [ 218 ] |
| 2018 | 제14회 영국 아카데미 게임 어워드     | 에볼빙 게임                                            | 후보 | [ 219 ] [ 220 ] |
| 2018 | 제14회 영국 아카데미 게임 어워드     | 멀티플레이어                                           | 후보 | [ 219 ] [ 220 ] |
| 2018 | 제14회 영국 아카데미 게임 어워드     | 오리지널 속성                                          | 후보 | [ 219 ] [ 220 ] |
| 2018 | 패미통 어워즈                        | 우수상                                                 | 수상 | [ 221 ]         |
| 2018 | 패미통 어워즈                        | 신인상                                                 | 수상 | [ 221 ]         |
| 2018 | 게임 비평가 상 2018                  | 최고의 온고잉 게임                                     | 후보 | [ 222 ] [ 223 ] |
| 2018 | 2018 틴 초이스 어워즈                | 초이스 비디오 게임                                     | 후보 | [ 224 ] [ 225 ] |
| 2018 | BBC 라디오 1 틴 어워즈               | 베스트 게임                                            | 후보 | [ 226 ]         |
| 2018 | 제36회 골든 조이스틱 어워즈          | 스틸 플레이잉 어워드                                   | 후보 | [ 227 ] [ 228 ] |
| 2018 | 제36회 골든 조이스틱 어워즈          | 올해의 모바일 게임 (배틀그라운드 모바일)               | 수상 | [ 227 ] [ 228 ] |
| 2018 | 제36회 골든 조이스틱 어워즈          | 올해의 Xbox 게임                                       | 후보 | [ 227 ] [ 228 ] |
| 2018 | 더 게임 어워즈 2018                  | 최고의 모바일 게임 (배틀그라운드 모바일)               | 후보 | [ 229 ]         |
| 2018 | 게이머스 초이스 어워즈               | 팬이 좋아하는 멀티플레이어 게임                        | 후보 | [ 230 ]         |
| 2018 | 게이머스 초이스 어워즈               | 팬이 좋아하는 배틀 로열 게임                           | 후보 | [ 230 ]         |
| 2018 | 게이머스 초이스 어워즈               | 팬이 좋아하는 모바일 게임 (배틀그라운드 모바일)        | 후보 | [ 230 ]         |
| 2018 | 스팀 어워드                          | 올해의 게임                                            | 수상 | [ 231 ]         |
| 2018 | 오스트레일리아 게임 어워즈           | 올해의 슈팅 게임                                       | 후보 | [ 232 ]         |
| 2019 | 2019 이탈리아 비디오 게임 어워즈     | 최고의 모바일 게임 (배틀그라운드 모바일)               | 후보 | [ 233 ]         |
| 2019 | 제37회 골든 조이스틱 어워즈          | 올해의 e스포츠 게임 (배틀그라운드 모바일)              | 후보 | [ 234 ]         |
| 2019 | 구글 플레이 유저스 초이스 어워즈     | 최고의 경쟁 게임 (배틀그라운드 모바일)                 | 수상 | [ 235 ]         |
| 2019 | 니켈로디언 키즈 초이스 어워드 인도   | 가장 좋아하는 모바일 게임 (배틀그라운드 모바일)        | 후보 | [ 236 ]         |
| 2019 | e스포츠 어워즈                       | 올해의 e스포츠 브레이크스루 게임 (배틀그라운드 모바일) | 후보 | [ 237 ]         |
| 2020 | 인도네시아 게이밍 어워즈             | 올해의 게임 (배틀그라운드 모바일)                      | 수상 | [ 238 ]         |
| 2020 | e스포츠 어워즈                       | 올해의 e스포츠 모바일 게임 (배틀그라운드 모바일)       | 후보 | [ 239 ]         |
| 2021 | e스포츠 어워즈                       | 올해의 e스포츠 모바일 게임 (배틀그라운드 모바일)       | 후보 | [ 240 ]         |
| 2022 | e스포츠 어워즈                       | 올해의 e스포츠 모바일 게임 (배틀그라운드 모바일)       | 수상 | [ 241 ]         |

이 게임은 또한 개별 언론으로부터 여러 상을 받았다. 배틀그라운드는 IGN 2017년 베스트 어워드에서 "베스트 PC 게임", "베스트 멀티플레이어", "베스트 관전 게임" 상을 수상했다. 반면 "올해의 게임" 및 "베스트 슈터" 부문에서는 후보에 올랐다. 또한 디스트럭토이드'의 2017년 올해의 게임 어워드에서 "베스트 PC 게임" 상을 수상했다. 이 게임은 또한 자이언트 밤의 "베스트 멀티플레이어", "베스트 서프라이즈", "베스트 데뷔", "올해의 게임" 상을 수상했으며, "치킨 먹는 게임"이라는 문구로 "베스트 순간 또는 시퀀스" 상의 준우승을 차지했다. 유로게이머는 PUBG를 "2017년 상위 50개 게임" 목록에서 4위에 선정했으며, GamesRadar+는 "2017년 최고의 게임 25가지" 목록에서 12위에 선정했다. 게임 인포머는 2017년 베스트 어워드에서 "베스트 경쟁 멀티플레이어" 및 "베스트 슈터" 상을 각각 수여했으며, 2017년 올해의 슈터 어워드에서는 "베스트 경쟁 멀티플레이어", "베스트 멀티플레이어 맵"(에란겔), "베스트 혁신", "올해의 슈터" 상을 수상했다. 독자 선정 2017년 베스트 어워드에서는 "베스트 경쟁 멀티플레이어" 상을 수상했으며, "베스트 마이크로소프트 독점" 및 "베스트 슈터" 부문에서 준우승을 차지했다.

## 소송

### 에픽게임즈 소송
배틀그라운드는 배틀 로열 게임 장르의 인기를 높인 게임 중 하나로 평가받는데, 브렌든 그린의 이전 모드를 포함한 다른 게임들이 이미 시장에 나와 있었음에도 불구하고 그렇다. 초기 얼리 액세스 판매량이 많았던 이후, 다른 게임들은 배틀 로열 모드를 추가하거나 완전히 새로운 게임으로 배틀 로열 메커니즘을 따랐다. 특히 에픽게임즈는 개발 중이던 샌드박스 기반의 서바이벌 게임으로 요새 건설 능력을 포함하는 포트나이트에 요새화 요소를 유지하면서 배틀 로열 모드를 추가했다. 포트나이트 배틀로얄로 알려진 이 게임은 에픽이 2017년 9월에 독립형 부분 유료화 게임으로 출시했다. 출시 직후, 블루홀은 이 게임에 대해 우려를 표명했는데, 배틀 로열 장르에 대한 소유권을 주장할 수는 없지만, 언리얼 엔진의 기술 지원을 위해 에픽과 협력해왔기 때문에 배틀그라운드에 도입하려던 기능에 대한 정보를 미리 알고 먼저 출시했을 수 있다는 점을 우려했다. 펍지 주식회사는 2018년 1월 에픽게임즈 코리아를 상대로 포트나이트 배틀로얄이 배틀그라운드의 저작권을 침해했다고 주장하며 소송을 제기했다. 그러나 소송은 2018년 6월 펍지 측에서 비공개 사유로 종결되었다.
그린은 특히 중국에서 배틀그라운드의 복제판이 "치킨 먹는 게임"이라는 새로운 장르(배틀그라운드에서 매치 승리자에게 제공되는 "winner winner chicken dinner" 문구에서 유래)로 간주될 정도로 너무 많은 게임이 배틀그라운드 메커니즘을 단순히 복제한 것에 대해 우려를 표했다. 그린은 배틀 로열 또는 라스트 맨 스탠딩 장르에 대한 소유권을 주장하지 않았지만, 복제판들이 초기 낙하산 강하 구간이나 레드존 폭격과 같이 자신이 배틀그라운드와 이전 모드에서 개발한 특정 메커니즘을 차용하고 있다고 믿었으며, 개발자들이 이러한 혁신을 모방하기 위한 새로운 접근 방식을 발명하면서 자신과 같은 개발자들에게 이러한 유형의 개념에 대한 보호를 제공하고 창의성을 향상시키기 위한 법제화가 이루어지기를 바랐다. 배틀그라운드의 폭발적인 성장과 배틀 로열 장르를 대중화시킨 점은 2017년 비디오 게임 산업의 주요 뉴스 중 하나로 평가받았다.

### 넷이즈 소송
모바일 버전 출시 전, 펍지 주식회사는 2018년 1월 캘리포니아 북부 지방법원에 중국 게임 배급사 넷이즈를 상대로 그들의 모바일 게임 룰즈 오브 서바이벌과 나이프스 아웃이 배틀그라운드의 저작권을 침해했다고 주장하며 법적 조치를 시작했다. 펍지의 소송은 룰즈 오브 서바이벌이 "개별적으로 또는 배틀그라운드의 다른 요소들과 결합하여 저작권 보호를 받을 수 있는 시청각 저작물"이라고 주장했으며, 두 게임에서 유사하게 나타나는 여러 요소를 지적했다. 이러한 요소들 중 일부는 배틀 로열 게임의 공통적인 특징이지만, 펍지는 게임에서 승리하면 치킨을 언급하거나 조리 도구를 무기나 방어구로 사용하는 것과 같이 배틀그라운드의 특정 측면을 참조하는 다른 요소들이 배틀그라운드와의 연관성을 암시한다고 주장했다. 펍지는 금전적 손해배상과 넷이즈가 게임을 추가로 배포하는 것을 막는 금지 명령을 요청했다. 넷이즈는 펍지의 애플에 대한 게임 삭제 요청에 대해 자신들의 게임이 배틀그라운드의 저작권을 침해하지 않았다고 부인했다. 2019년 3월까지 두 회사는 비공개 합의에 도달했으며 소송을 기각하기 위해 노력하고 있었다.

### 국가별 금지
2019년 3월, 배틀그라운드는 인도 구자라트주에서 너무 중독성이 강하고 시험 기간에 불필요한 방해물이라고 판단되어 지방 정부에 의해 금지되었다. 그 결과 게임을 하다가 적발된 많은 학생들이 체포되었다. 시험 기간이 끝난 후, 주 내 일부 도시에서는 금지가 갱신되지 않았다. 유사한 금지가 2019년 4월 네팔과 이라크에서 시행되었으며, 그 이유는 게임이 어린이와 청소년에게 해롭다는 것이었다. 네팔에서의 금지는 곧바로 대법원에 의해 해제되었는데, 대법원은 정부가 금지가 필요한 이유를 입증하지 않고서는 개인의 자유를 침해하는 그러한 금지를 강제할 수 없다고 밝혔다. 2019년 중반, 요르단과 인도네시아 아체주에서 유사한 금지가 발표되었다.
2020년 7월 1일, 배틀그라운드는 파키스탄 파키스탄 통신청에 의해 금지되었는데, 게임이 중독성이 강하고 시간 낭비이며 어린이의 신체적, 정신적 건강에 심각한 부정적인 영향을 미친다는 이유를 들었다. 이는 사회 각계각층의 여러 불만과 라호르 고등법원의 사안 조사 지시에 따른 것이었다. 그러나 이 금지는 법원의 추가 명령이 있을 때까지 임시적이었다. 이 게임은 한 달 동안 파키스탄에서 계속 금지되었다. 2020년 7월 30일, PTA와 프로시마 베타의 법률 대리인 간 회의가 열렸고, 이들은 당국이 제기한 질문에 답변하고 지속적인 협력과 포괄적인 통제 메커니즘을 강조했다. 이후 배틀그라운드에 대한 금지는 해제되었다.
진행 중인 2020년 중국-인도 국경 분쟁 속에서 인도 정부는 2020년 9월 2일 배틀그라운드 모바일과 텐센트 및 넷이즈가 만든 100개 이상의 다른 중국 앱을 금지했는데, 이 앱들이 "사용자 데이터를 무단으로 인도 외부에 있는 서버로 훔쳐 몰래 전송하고 있었다"고 주장했다. 인도는 배틀그라운드 모바일'의 최대 시장으로, 이 나라가 전 세계 다운로드의 1억 7,500만 건, 전 세계 사용자의 24%를 차지했다.

## 같이 보기
- 배틀그라운드 모바일
- 배틀그라운드: NEW STATE
- 배틀로얄 게임
- 크래프톤
- 텐센트